# Hadroibidion pullum
Hadroibidion pullum är en skalbaggsart som först beskrevs av Martins 1962.  Hadroibidion pullum ingår i släktet Hadroibidion och familjen långhorningar. Inga underarter finns listade i Catalogue of Life.